# Franz Jakob
Franz Xaver Jakob (ur. 17 listopada 1891 w Veitsaurach, zm. 10 września 1965 w Ingolstadt) – niemiecki polityk, członek partii narodowosocjalistycznej, nadburmistrz Torunia w latach 1939–1945.

## Życiorys
W latach 20. współpracował z Albertem Forsterem. W 1930 roku objął stanowisko radnego miejskiego w Fürth. 27 kwietnia 1933 roku objął stanowisko burmistrza Fürth. Jako burmistrz Fürth odpowiadał m.in. za spalenie synagogi i domu hausmeistra gminy żydowskiej Roberta Opla podczas nocy kryształowej. Na mocy decyzji Gauleitera Gdańska i Prus Zachodnich Alberta Forstera, dnia 1 października 1939 roku (według innego źródeł 1 listopada) objął stanowisko nadburmistrza Torunia.
Był bardzo niechętny wobec kultury polskiej. 2 listopada 1939 roku zapowiedział, że język polski zostanie usunięty z Torunia w ciągu pięciu lat. W grudniu 1939 roku wprowadził tymczasową regulację sposobu określania kręgu osób narodowości polskiej. Zgodnie z jego zaleceniem jako osoby bezsprzecznie polskiej narodowości należało uznać wyłącznie Polaków przybyłych do Torunia po 1919 roku. Podczas jego rządów zniszczono m.in. pomniki Józefa Hallera i Józefa Piłsudskiego oraz pamiątkową tablicę Ottona Steinborna, znajdującą się na gmachu Książnicy Miejskiej. Był odpowiedzialny za wywóz polskich mieszkańców Torunia. W 1944 roku wprowadził plan „Roland”, będącą programem ewakuacji ludności cywilnej, jeńców i robotników przymusowych z Torunia.
Od 1941 roku sprawował stanowisko prezesa Coppernicus-Verein für Wissenschaft und Kunst. Organizacja zakończyła swoją działalność na początku 1945 roku.
Był wyznania katolickiego.